# La vita è uno specchio (album)
La vita è uno specchio è il secondo album del gruppo musicale italiano GHOST, pubblicato il 24 gennaio 2012.
L'album è prodotto da Carlo Avarello per Isola degli Artisti, con distribuzione Warner Music, e nasce dalla fusione di tre tematiche: il viaggio, la riflessione e il rock. Il progetto discografico è stato presentato al pubblico il 2 febbraio presso La Feltrinelli di Napoli (via Santa Caterina a Chiaia, 23) e il 10 febbraio presso La Feltrinelli di Roma in via Appia Nuova.
L'album entra dalla prima settimana nella top ten al settimo posto della Classifica FIMI.

## Tracce
1. La vita è uno specchio
2. Dimenticami
3. Saziami l'anima
4. Sentimenti
5. Vivi e lascia vivere
6. Per sempre mia... bandiera!
7. Relazione complicata col cervello
8. Amore folle
9. Chissà...
10. Un cantante di strada

## Classifiche
| Classifica (2012) | Posizione massima |
| ----------------- | ----------------- |
| Italia            | 7                 |